# Memorandumul de la Moscova din 1997

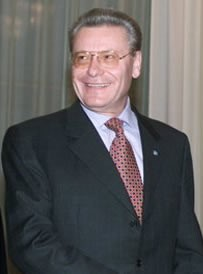
Președintele Republicii Moldova pentru Lucinschi.

Memorandum pe principiile normalizării relațiilor dintre Republica Moldova și Transnistria (de asemenea „Memorandumul Primakov”, după ministrul rus al Afacerilor Externe de atunci) este un acord care reglementează relațiile dintre Republica Moldova și regiunea separatistă Transnistria.
Importanță istorică a Memorandumului a survenit de la necestitea normalizării relațiilor dintre Chișinău și Tiraspol, ca urmare a războiului din 1992.
Memorandumul a fost semnat la Moscova la 8 mai 1997, de către președintele Republicii Moldova, Petru Lucinschi, și „președintele” transnistrean, Igor Smirnov, cu medierea F. Ruse, Ucrainei și a lui Niels Helveg Petersen, reprezentat al OSCE.

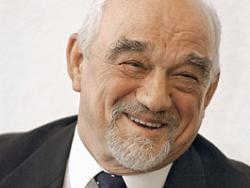
Președintele Republicii Moldovenești Nistrene Igor Smirnov

În conformitate cu clauza finală a memorandumului, relațiile dintre Republica Moldova și Transnistria vor fi dezvoltate în cadrul unui stat comun, în interiorul granițelor fostei RSS Moldovenești. FR și Ucraina au declarat disponibilitatea de a deveni garanți ai respectării statutului Transnistriei, precum și a prevederilor Memorandumului. Chișinăul și Tiraspolul au decis să susțină stabilirea raporturilor juridice și statale, comune: coordonarea deciziilor reciproce, în ceea ce privește inclusiv prerogativele delimitării frontierei, protejarea securității reciproce, participarea Transnistriei în procesul de realizare a politicii externe a Republicii Moldova. De asemenea, Memorandumul a dat dreptul Transnistriei de a efectua în mod independent activități economice externe, deși mai târziu aceste prevederi ale Memorandumului au constituit „mărul discordiei” între cele două părți.

## Vezi și
- Cronologia conflictului
- Memorandumul Kozak
- Conflictul transnistrean din 2006
- Formatul 5+2

## Legăturiexterne
- Textul Memorandumului Arhivat în 12 august 2014, la Wayback Machine.